# Angola Telecom
Angola Telecom é uma empresa pública de telecomunicações e multimédia de Angola fundada em 1992, a partir da fusão das empresas estatais Empresa Nacional de Telecomunicações (ENATEL) e Empresa Pública de Telecomunicações (EPTEL). Tem como slogan: "Angola Telecom,  um toque amigo".

## Histórico
O que viria se tornar a Angola Telecom iniciou-se pelas operações da estação de radiocomunicações angolana no ano de 1927 de propriedade da Companhia Portuguesa Rádio Marconi (CPRM). A estação terrena de Angola da CPRM seria vital para o estabelecimento, em 1974, da estação terrena de operação de satélites Intelsat, localizada em Cacuaco.
Já em 23 de dezembro de 1976, pelo Decreto Nº 95, ocorre a nacionalização das operações da CPRM em Angola, passando a operar sob a alçada da nova "Empresa Pública de Telecomunicações (EPTEL)". Assim, as ligações internacionais e via satélite passavam, pela primeira vez, ao controle angolano. A EPTEL somente iniciou suas actividades em 1977 como operador público de telecomunicações no regime internacional e via satélite, com a Direcção dos Serviços de Correios e Telecomunicações continuado a explorar o serviço público no regime interno.
Em 1980 a Direcção dos Serviços de Correios e Telecomunicações de Angola foi afetada pelos decretos 16/80 e 17/80 do Conselho Revolucionário do Povo, ocorrendo a separação de parte da instituição para formar a "Empresa Nacional de Telecomunicações (ENATEL)", que controlaria o serviço de telecomunicações internas do país.
Somente no dia 6 de março de 1992, pelo Decreto Nº 10, é que a Angola Telecom foi constituída como resultado da fusão das empresas estatais ENATEL e EPTEL.

## Subsidiárias
- Movicel: telefonia móvel;
- ELTAngola: listas telefónicas e directórios;
- Multitel: portal e fornecedor de acesso à Internet;
- TVCabo: televisão por cabo.